# OG Version
OG Version, pseudonimo di Dominykas Ježeris (Kaunas, 12 ottobre 1999), è un rapper e produttore discografico lituano.

## Biografia
Originario di Kaunas, ha intrapreso la carriera musicale da solista nel 2017 con la pubblicazione del primo mixtape Nieko asmenisko mixtape, arrivato alla 56ª posizione della classifica degli album lituana.
Tre anni dopo ha pubblicato il suo primo album in studio Motyvacijos tikslai, che ha esordito direttamente in vetta alla classifica degli album nazionale, posizione che ha mantenuto per oltre 15 settimane consecutive, collocando inoltre tutte le tracce presenti nel disco, tra cui Homèris al numero uno, nella top 40 della classifica dei singoli. È risultato il disco più venduto in suolo lituano dell'intero anno, facendogli guadagnare quattro candidature ai Muzikos asociacijos metų apdovanojimai, il principale riconoscimento musicale nazionale, tra cui quella all'artista dell'anno; alla cerimonia, ha trionfato nella categoria di interprete/gruppo hip hop dell'anno. È stato candidato per l'ultimo riconoscimento per un secondo anno di fila.
Bilietas į rojų, uscito nel settembre 2022 attraverso la divisione finlandese della Sony Music, è stato il suo secondo LP ad essersi imposto al vertice della Albumų Top 100. Nell'aprile 2023 ha ricevuto una certificazione di diamante (equivalente a oltre 6 000 unità vendute) e una di platino dalla AGATA, rispettivamente per gli album Motyvacijos tikslai e Bilietas į rojų; quest'ultimo è stato anch'esso certificato diamante nei primi mesi del 2025.
Le tracce Tiesiog negaliu (2020) e Yes (2020) sono entrambe oro per gli oltre 2,5 milioni di stream accumulati.

## Discografia

### Da solista

#### Album in studio
- 2020 – Motyvacijos tikslai
- 2022 – Bilietas į rojų

#### EP
- 2025 – Jausmai

#### Mixtape
- 2017 – Nieko asmenisko mixtape

#### Singoli
- 2018 – Kevinas durantas
- 2018 – Topsportas
- 2018 – Fortnaitas (con 50 Euru e Mikelangelo)
- 2018 – Kupiuros
- 2018 – Monopolija (feat. Antivaibukas)
- 2018 – Man metus užtruko
- 2019 – Plauna
- 2019 – Reikia pinigu
- 2019 – AMG (feat. Sik Illest)
- 2019 – Nejaučiu haipo
- 2019 – Pasikeitė laikai (feat. Furytto & Retro)
- 2019 – Laikas
- 2019 – Muzika
- 2019 – Memento mori
- 2019 – Rozhinis dangus
- 2019 – Mano tema
- 2019 – Nojaus laivas
- 2019 – Nuliovos bobos
- 2020 – Žmones nesupras
- 2020 – Opa ikrito
- 2020 – Yes (feat. Proflame)
- 2020 – Motyvacijos tikslai
- 2020 – Išvažiuoju (con Keanu Blunt)
- 2021 – Savaip
- 2021 – Protestas
- 2021 – Stabiliau
- 2021 – Niekam nesakyk
- 2021 – Patogu ir smagu (con 7th Block e Mad Money)
- 2021 – Nuo savęs
- 2021 – Neskaičiuoju (feat. Soliaris)
- 2022 – Pasikeitimai (feat. Mario Basanov & Soliaris)
- 2023 – Dealas
- 2023 – Apie tave (feat. Proflame)
- 2023 – Tavęs trūksta
- 2023 – Saulė (remix) (con Angelou)
- 2023 – Nauja karta
- 2023 – Nugalėjau (con Furytto)
- 2024 – NBA
- 2024 – Be spaudìmo
- 2024 – S klasė
- 2024 – Klausyk pacukas
- 2025 – Su šaikele
- 2025 – Prisiminus (con Papi)
- 2025 – Likime (feat. Soliaris)
- 2025 – Nesvarbu

### Flying Saucer Gang
- 2017 – FSG
- 2018 – Colors